# ياسوتاكا ساتو
ياسوتاكا ساتو (3 فبراير 1940 - ) (بالكانا:さとう やすたか) هو لاعب كرة طائرة شاطئية ولاعب كرة طائرة ياباني. شارك في الألعاب الأولمبية الصيفية 1964 ودورة الألعاب الآسيوية 1962.

## وصلات خارجية
- ياسوتاكا ساتو على موقع أوليمبيديا (الإنجليزية)